# Osiedle II (Konin)
Osiedle II – osiedle w nowej części miasta Konina. Jest częścią dzielnicy Czarków.
Obejmuje budynki mieszkaniowe znajdujące się w granicach ulic: Dworcowej, Poznańskiej, Przemysłowej oraz Alei 1 Maja. Na osiedlu znajduje się m.in. Koniński Dom Kultury, Starostwo Powiatowe, Hotel "Pałacyk", Kino "Oskard", Hala Sportowa "Rondo", plac Niepodległości i plac Górnika oraz Gimnazjum Sportowe nr 6.

## Galeria

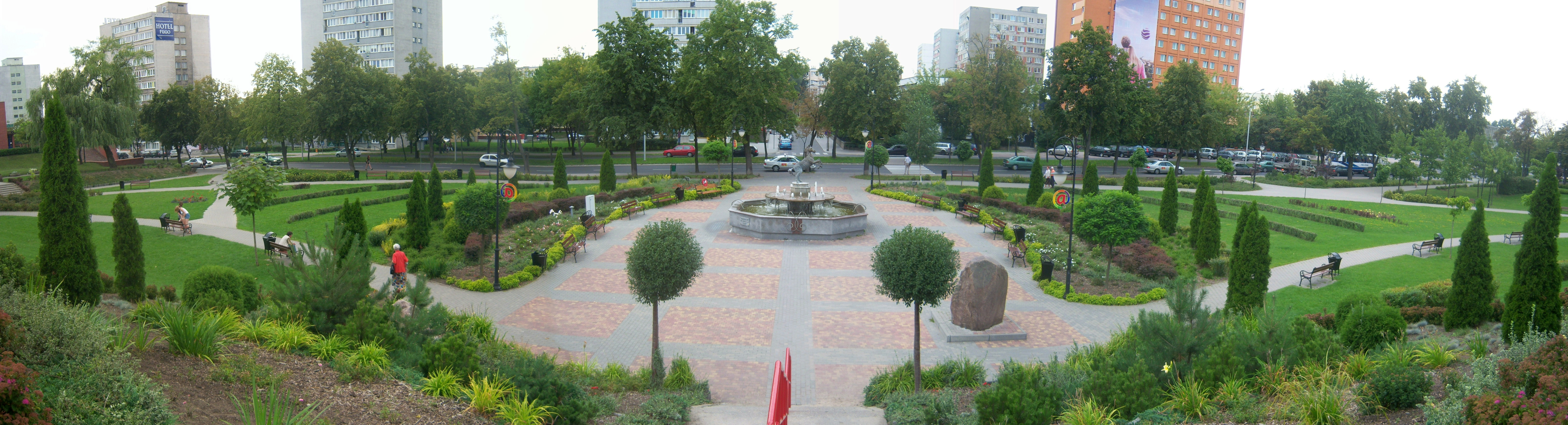
Plac Niepodległości oraz widok na Osiedle III
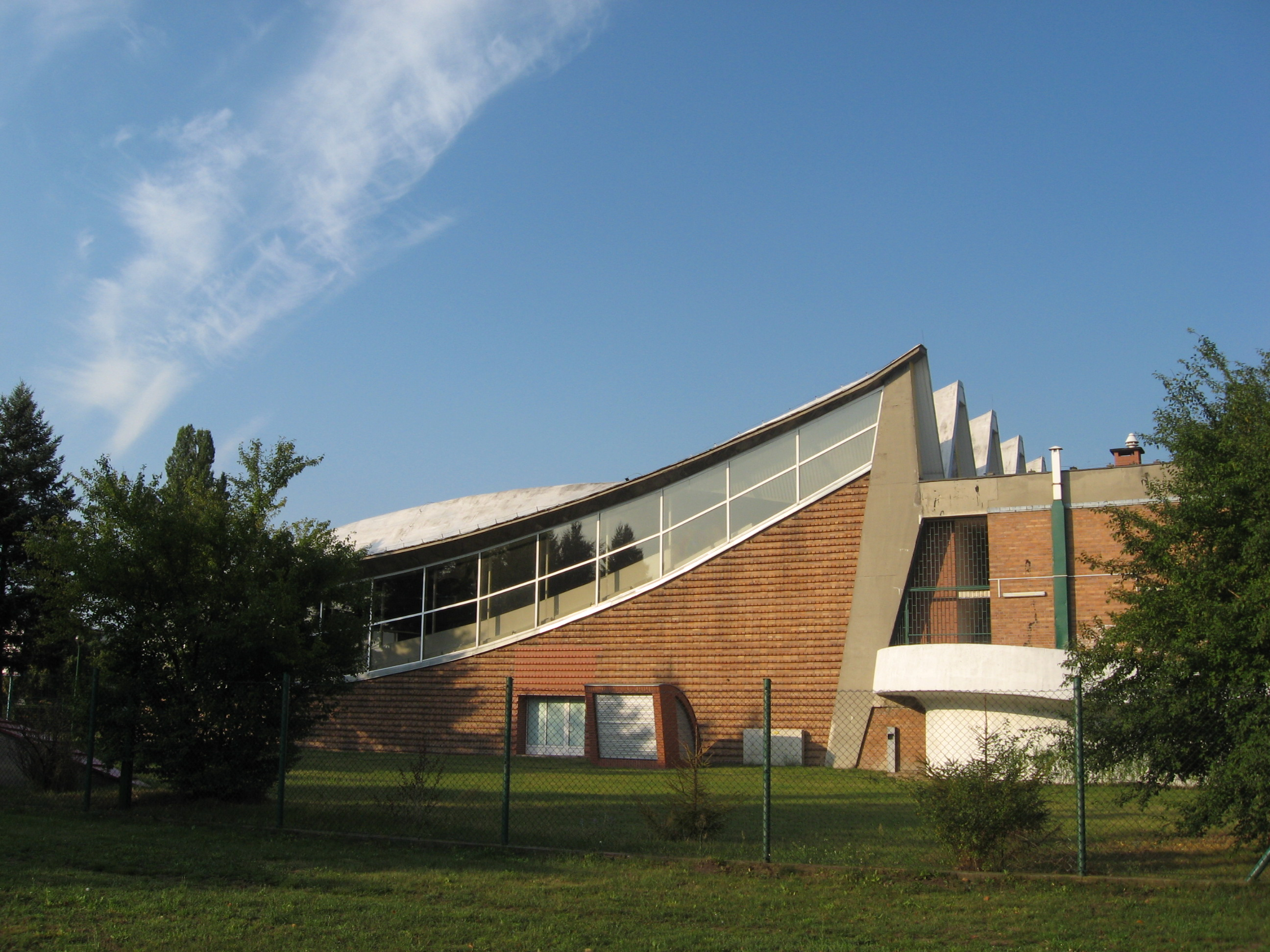
Hala Sportowa "Rondo"